# 库尔达巴德
库尔达巴德（Khuldabad），是印度马哈拉施特拉邦Aurangabad县的一个城镇。总人口12794（2001年）。

## 人口
该地2001年总人口12794人，其中男性6637人，女性6157人；0—6岁人口2009人，其中男1070人，女939人；识字率64.37%，其中男性为71.73%，女性为56.42%。